# 124
| 124                |
| ------------------ |
| Dødsfald - Fødsler |
|                    |

| Gregoriansk kalender | 124 CXXIV               |
| Ab urbe condita      | 877                     |
| Armensk kalender     | I/T                     |
| Kinesiske kalender   | 2820 – 2821 癸亥 – 甲子 |
| Etiopisk kalender    | 116 – 117               |
| Jødisk kalender      | 3884 – 3885             |
| Hindukalendere       |                         |
| - Vikram Samvat      | 179 – 180               |
| - Shaka Samvat       | 46 – 47                 |
| - Kali Yuga          | 3225 – 3226             |
| Iransk kalender      | 498 BP – 497 BP         |
| Islamisk kalender    | 514 BH – 513 BH         |